# Models Inc.
Models Inc. (Brasil: Models ) é uma série de televisão norte-americana, transmitida entre 1994 e 1995, pela Fox. Derivada de Melrose Place, é a terceira série da franquia Beverly Hills, 90210. Models Inc. gira em torno de uma agência de modelos em Los Angeles administrada por Hillary Michaels (Linda Gray), mãe de Amanda Woodward (Heather Locklear) em Melrose Place. A série foi criada por Frank South e Charles Pratt Jr. com produção executiva de Aaron Spelling, South, Pratt e E. Duke Vincent.
Devido a baixa audiência, a série foi cancelada após uma temporada em 1995. Embora, que o projeto tinha despertado o interesse da mídia devido à presença da atriz de Dallas, Linda Gray. No Brasil, a série foi transmitida entre 1994 e 1995, sob o título de Models, pela Rede Globo, que na época transmitia também Beverly Hills, 90210 e Melrose Place.

## Enredo
Hillary Michaels, uma das mulheres mais influentes de Los Angeles, dirige a prestigiada agência de modelos Models Inc.. Entre os castings, as sessões de fotos, os desfiles de moda, as entrevistas, a pressão em Hollywood. Hillary sabe melhor do que ninguém como superar os altos e baixos, e ser modelo aos 19 anos não é nada fácil.

## Elenco, personagens e dublagem brasileira
| Ator                                                         | Personagem                   | Temporada | Dublador(a) brasileiro(a) |
| Ator                                                         | Personagem                   | 1         | Dublador(a) brasileiro(a) |
| ------------------------------------------------------------ | ---------------------------- | --------- | ------------------------- |
| Linda Gray                                                   | Hillary Michaels             | Principal | Geisa Vidal               |
| Brian Gaskill                                                | David Michaels               | Principal | Alexandre Moreno          |
| Cassidy Rae                                                  | Sarah Owens                  | Principal | Sheila Dorfman            |
| Kylie Travis                                                 | Julie Dante                  | Principal | Nádia Carvalho            |
| Stephanie Romanov                                            | Monique Duran / Teri Spencer | Principal | Mariangela Cantú          |
| Carrie-Anne Moss                                             | Carrie Spencer               | Principal | Vera Miranda              |
| Cameron Daddo                                                | Brian Peterson               | Principal | Marco Antônio Costa       |
| David Goldsmith                                              | Eric Dearborn                | Principal | Luiz Feier Motta          |
| Teresa Hill                                                  | Linda Holden                 | Principal | Élida L'Astorina          |
| Garcelle Beauvais                                            | Cynthia Nichols              | Principal | Guilene Conte             |
| Heather Medway                                               | Stephanie Smith              | Principal | Miriam Ficher             |
| James Wilder                                                 | Adam Louder                  | Principal | Desconhecido              |
| Emma Samms                                                   | Grayson Louder               | Principal | Desconhecida              |
| Don Michael Paul                                             | Craig Bodi                   | Principal | Desconhecido              |
| Informações de produção de dublagem                          |                              |           |                           |
| Direção : Élcio Romar [ 9 ] Estúdio : Herbert Richers [ 10 ] |                              |           |                           |

## Episódios
| N.º | Título                                         | Dirigido por       | Escrito por                     | Exibição original       |
| --- | ---------------------------------------------- | ------------------ | ------------------------------- | ----------------------- |
| 1   | "Pilot"                                        | Charles Correll    | Frank South & Charles Pratt Jr. | 29 de junho de 1994     |
| 2   | "Be My, Be My Baby"                            | Paul Lazarus       | James Kramer                    | 6 de julho de 1994      |
| 3   | "It'll Never Happen Again and Again and Again" | James Whitmore Jr. | Jule Selbo                      | 13 de julho de 1994     |
| 4   | "Skin Deep"                                    | Charles Correll    | Robert Guza Jr.                 | 20 de julho de 1994     |
| 5   | "Strictly Business"                            | Chip Chalmers      | Susan Cridland Wick             | 27 de julho de 1994     |
| 6   | "When Girls Collide"                           | Paul Lazarus       | James Kramer                    | 3 de agosto de 1994     |
| 7   | "Nothing Is as It Seems"                       | Victoria Hochberg  | Jule Selbo                      | 10 de agosto de 1994    |
| 8   | "Meltdown"                                     | Chip Chalmers      | Robert Guza Jr.                 | 17 de agosto de 1994    |
| 9   | "Old Models Never Die"                         | Parker Stevenson   | Susan Cridland Wick             | 7 de setembro de 1994   |
| 10  | "Good Girls Finish Last"                       | Reza Badiyi        | Charles Pratt Jr.               | 14 de setembro de 1994  |
| 11  | "Ultimatums Are Us"                            | Martin Pasetta     | Jule Selbo                      | 21 de setembro de 1994  |
| 12  | "Ghosts"                                       | Chip Chalmers      | Robert Guza, Jr.                | 28 de setembro de 1994  |
| 13  | "In Models We Trust"                           | Jefferson Kibbee   | Jeff King                       | 12 de outubro de 1994   |
| 14  | "Love and War"                                 | Marina Sargenti    | Susan Cridland Wick             | 19 de outubro de 1994   |
| 15  | "Clash of the Super Vixens"                    | Parker Stevenson   | Charles Pratt Jr.               | 26 de outubro de 1994   |
| 16  | "Look Who's Stalking"                          | Michael Vejar      | John Eisendrath                 | 9 de novembro de 1994   |
| 17  | "Blind By Love"                                | Reza Badiyi        | Jule Selbo                      | 16 de novembro de 1994  |
| 18  | "Till Death Do Us Part"                        | Martin Pasetta     | Robert Guza Jr.                 | 23 de novembro de 1994  |
| 19  | "Bad Moon Rising"                              | Jerry Jameson      | Charles Pratt Jr.               | 30 de novembro de 1994  |
| 20  | "Of Models and Men"                            | Linda Day          | Susan Cridland Wick             | 14 de dezembro de 1994  |
| 21  | "Out of Control"                               | Parker Stevenson   | Jeff King                       | 21 de dezembro de 1994  |
| 22  | "Grayson Inc."                                 | Victoria Hochberg  | John Eisendrath                 | 2 de janeiro de 1995    |
| 23  | "Men Don't Leave"                              | Marina Sargenti    | Jule Selbo                      | 9 de janeiro de 1995    |
| 24  | "Bring the Family"                             | Les Sheldon        | Robert Guza Jr.                 | 23 de janeiro de 1995   |
| 25  | "Really Big Problems"                          | Jefferson Kibbee   | Charles Pratt Jr.               | 6 de fevereiro de 1995  |
| 26  | "Adam's Family Values"                         | Marina Sargenti    | Richard Gollance                | 13 de fevereiro de 1995 |
| 27  | "By Crook or by Hook"                          | Jerry Jameson      | Kathryn Baker                   | 20 de fevereiro de 1995 |
| 28  | "Exposure"                                     | Les Sheldon        | John Eisendrath                 | 27 de fevereiro de 1995 |
| 29  | "Sometimes a Great Commotion"                  | Linda Day          | Charles Pratt Jr.               | 6 de março de 1995      |

### Final alternativo
O último episódio da Models Inc. terminou com um cliffhanger que deixou várias histórias não resolvidas. Mais tarde, a série foi ao ar no mercado europeu com um final alternativo que contou com a morte de Grayson. A série foi ao ar no E! com o novo final.

## Desenvolvimento
Models Inc. é a terceira série da franquia Beverly Hills, 90210, e um spin-off de Melrose Place. Na segunda temporada de Melrose Place, era um dos programas de maior audiência da Fox. Em dezembro de 1993, a Fox anunciou planos para um spin-off de Melrose Place intitulado de Models Inc., ambientado em uma agência de modelos em Los Angeles. Spelling afirmou: "[A Fox] perguntou se faríamos uma série de oito horas. E então criamos Models. Ele explicou inicialmente que o foco era a personagem Jo Reynolds (Daphne Zuniga), de Melrose Place, e que duas modelos se mudariam para um complexo de apartamentos em Melrose Place antes de irem para a nova série. O Entertainment Weekly informou que a mãe de Amanda Woodward (Heather Locklear) seria introduzida em Melrose Place para aparecer em Models Inc., e Locklear não seria a personagem principal da nova série. Darren Star, o criador de Beverly Hills, 90210 e Melrose Place, não estava envolvido com Models Inc., que foi criado por Charles Pratt Jr. e Frank South, e produzido por Aaron Spelling, Pratt, South e E. Duke Vincent. Star afirmou sobre a série em potencial: "Foi um spin-off demais para mim", embora Spelling tenha notado: "Ninguém mais pensa em Melrose como um spin-off". Farrah Fawcett foi escalada para o papel principal em Models Inc., mas foi para Linda Gray. O resto do elenco era desconhecido, e Spelling prometeu "muitas surpresas" na nova série.
Após cinco meses, os produtores não ficaram satisfeitos com a audiência de Models Inc. e Pratt afirmou: "Estou disposto a tentar qualquer coisa para manter esse programa no ar". Brian Gaskill saiu da série e Emma Samms foi trazida como a vilã Grayson Louder.

## Transmissão
Models Inc. foi ao ar pela Fox durante a temporada televisiva de 1994 e 95, estreiando em 29 de junho de 1994. Apesar de Gray no elenco e a introdução de Samms no meio da série, a audiência do programa permaneceu fraca e a série foi cancelada em 1995, quando ficou em 113º lugar com uma audiência média de 7,1. Até o final de 1994, os direitos de transmissão da série foram vendidos para mais de 25 países.